# Deon Hotto
Deon Hotto, né le 29 octobre 1990 à Swakopmund, est un footballeur international namibien, qui joue au poste d'ailier gauche aux Orlando Pirates.

## Biographie

### En club
Deon Hotto débute avec le club de sa ville natale, le Blue Boys Football Club en deuxième division. Il rejoint en 2012 les African Stars avec qui il remporte la Coupe de Namibie en 2013 et 2014.
En 2014, il rejoint l'Afrique du Sud et le Golden Arrows FC. Après une relégation lors de la première saison, Hotto et ses coéquipiers sont sacrés champions de deuxième division en 2015 et remontent au premier échelon national.
En 2016, il rallie le Bloemfontein Celtic puis le Bidvest Wits FC deux ans plus tard.
En 2020, Hotto est recruté par les Orlando Pirates. Avec les Pirates, il remporte la Coupe d'Afrique du Sud en 2023, ainsi que le tournoi de début de saison entre les huit meilleures équipes, nommé MTN 8, en 2020, 2022 et 2023.

### En sélection
Deon Hotto honore sa première sélection en équipe de Namibie le 25 mai 2013 lors d'un match amical contre la Zambie. Quelques jours plus tard, le 5 juin, il dispute son premier match officiel face au Malawi dans le cadre des qualifications pour la Coupe du monde 2014, en remplaçant Tangeni Shipahu dans les dernières minutes de la rencontre. Pour son deuxième match officiel le 12 juin 2013 contre le Nigeria, il entre en jeu au cours de la deuxième mi-temps et ouvre le score avant que les Namibiens ne concèdent l'égalisation.
Lors de la Coupe COSAFA 2015, après avoir inscrit un doublé lors du match de poule décisif face au Zimbabwe, il marque le dernier tir au but en quarts de finale contre la Zambie puis inscrit un nouveau doublé en finale contre le Mozambique pour assurer le premier titre namibien en Coupe COSAFA.
En 2019, Hotto participe à la Coupe d'Afrique des nations pour la première qualification du pays depuis 2008. Il est titularisé lors des trois matchs, tous perdus par les Brave Warriors.
Hotto dispute sa deuxième Coupe d'Afrique des nations en 2023, et permet à son pays de remporter sa première victoire en CAN en marquant le seul but de la rencontre en fin de match face à la Tunisie lors de la première journée. Il est aussi élu homme du dernier match de poule face au Mali à l'issue duquel le match nul et vierge suffit à la Namibie de se qualifier pour la première fois en huitièmes de finale.

## Palmarès
- African Stars
  - Vainqueur de la Coupe de Namibie en 2013 et 2014

- Golden Arrows
  - Vainqueur du Championnat d'Afrique du Sud de D2 en 2015

- Orlando Pirates
  - Vainqueur de la Coupe d'Afrique du Sud en 2023
  - Vainqueur du MTN 8 en 2020, 2022 et 2023